# Военный ординариат Австралии
Военный ординариат Австралии (англ. Catholic Diocese of the Australian Defence Force) — военный ординариат Римско-Католической Церкви, действующий в Австралии. Военный ординариат Австралии, подчиняясь непосредственно Святому Престолу, обеспечивает пастырское окормление военнослужащих австралийской армии и их семей. Военный ординариат Австралии не имеет собственный храмов.

## История
В 1912 году началась постоянное пастырское попечение военнослужащих австралийской армии. До 1969 года работа с военнослужащими поручалась различным австралийским епископам. С 1912 по 1963 гг. главным военным капелланом австралийской армии был архиепископ Мельбурна, с 1963 по 1969 гг. — епископ Вуллонгонга.
6 марта 1969 года Римский папа Павел VI выпустил буллу Summi pastoris, которой учредил военный ординариат для Австралии. С этого времени военный ординариат Австралии стал отдельной самостоятельной церковной структурой в качестве апостольского викариата. Функции военного капеллана исполнял вспомогательный епископ архиепархии Канберры и Гоулбёрна.
21 июля 1986 года Римский папа Иоанн Павел II издал буллу Spirituali militum curae, которой приравнял военный ординариат Австралии к отдельной епархии. С этого года военным ординариатом Австралии управляет отдельный епископ, подотчётный Святому Престолу.

## Ординарии военного ординариата
- епископ Thomas Joseph Carr (1912 — 6.05.1917);
- епископ Daniel Mannix (6.05.1917 — 6.11.1963);
- епископ Thomas Absolem McCabe (1964—1969);
- епископ John Aloysius Morgan (29.05.1969 — 2.01.1985);
- епископ Geoffrey Francis Mayne (2.01.1985 — 16.07.2003);
- епископ Maxwell Leroy Davis (16.07.2003 — 24.05.2021);
- епископ Christopher Charles Prowse (24.05.2021 — по настоящее время).

## Источник
- Annuario Pontificio, Ватикан, 2007
- Булла Spirituali militum curae  (лат.)